# Ana Candiotto
Ana Candiotto (* 19. April 2004) ist eine brasilianische Tennisspielerin.

## Karriere
Candiotto begann mit fünf Jahren das Tennisspielen und spielt hauptsächlich auf der ITF Women’s World Tennis Tour, wo sie bislang einen Einzeltitel und 12 Titel im Doppel gewann.
2020 erhielt sie eine Wildcard für das Juniorinneneinzel der French Open, wo sie aber bereits in der ersten Runde gegen Matilda Mutavdzic mit 5:7 und 1:6 verlor.
2021 erhielt sie eine Wildcard für das Hauptfeld im Dameneinzel der mit 60.000 US-Dollar dotierten Aberto da República, wo sie aber ebenfalls bereits in der ersten Runde gegen You Xiaodi mit 1:6 und 1:6 verlor.
2022 trat sie bei den Australian Open im Juniorinneneinzel an, wo sie in der ersten Runde gegen Tereza Valentová mit 3:6 und 2:6 verlor. Im Juniorinnendoppel unterlag sie zusammen mit Partnerin Li Yu-yun in der ersten Runde Charlotte Kempenaers-Pocz und Taylah Preston mit 1:6, 6:1 und [6:10]. In Wimbledon rutschte sie als Lucky Loser ins Hauptfeld des Juniorinneneinzel, wo sie dann in ihrem ersten Match der topgesetzten und späteren Titelgewinnerin Liv Hovde mit 4:6 und 1:6 unterlag. Im Oktober trat sie bei den Südamerikaspielen im Dameneinzel an, wo sie mit einem 6:1 und 6:1-Sieg gegen Agustina Cuestas das Achtelfinale erreichte, dort aber gegen María Herazo González mit 5:7 und 4:6 verlor. Ende 2022 gewann sie ihre ersten beiden ITF-Titel im Doppel.

## Turniersiege

### Einzel
| Nr. | Datum             | Turnier         | Kategorie | Belag | Finalgegnerin | Ergebnis |
| --- | ----------------- | --------------- | --------- | ----- | ------------- | -------- |
| 1.  | 15. Dezember 2024 | Mogi das Cruzes | ITF W15   | Sand  | Camila Romero | 6:0, 6:3 |

### Doppel
| Nr. | Datum             | Turnier         | Kategorie | Belag     | Partnerin             | Finalgegnerinnen                       | Ergebnis         |
| --- | ----------------- | --------------- | --------- | --------- | --------------------- | -------------------------------------- | ---------------- |
| 1.  | 26. November 2022 | Mar del Plata   | ITF W15   | Sand      | Anastasia Iamachkine  | Luciana Blatter Josefina Estévez       | 6:3, 6:3         |
| 2.  | 25. Februar 2023  | Antalya         | ITF W15   | Sand      | Darja Lodikowa        | Alessandra Mazzola Sofia Rocchetti     | 6:3, 6:2         |
| 3.  | 4. März 2023      | Antalya         | ITF W15   | Sand      | Simona Ogescu         | Miho Kuramochi Bojana Marinković       | 6:3, 6:4         |
| 4.  | 11. März 2023     | Antalya         | ITF W15   | Sand      | Natalia Siedliska     | Wiktorija Dema Sevil Yoʻldosheva       | 6:3, 7:5         |
| 5.  | 18. März 2023     | Antalya         | ITF W15   | Sand      | Darja Lodikowa        | Virginia Ferrara Giorgia Pedone        | 6:4, 6:4         |
| 6.  | 20. Mai 2023      | Curitiba        | ITF W15   | Sand      | Rebeca Pereira        | Sabastiani Leon Jazmín Ortenzi         | 7:5, 3:6, [10:3] |
| 7.  | 18. November 2023 | Monastir        | ITF W15   | Hartplatz | Amélie Šmejkalová     | Julita Saner Marie Vogt                | 7:5, 6:3         |
| 8.  | 2. Dezember 2023  | Monastir        | ITF W15   | Hartplatz | Andreea Prisăcariu    | Aminata Sall Marie Villet              | 6:1, 6:0         |
| 9.  | 9. Dezember 2023  | Mogi das Cruzes | ITF W25   | Sand      | Melany Solange Krywoj | Nicole Fossa Huergo Justina Mikulskytė | 6:2, 1:6, [10:6] |
| 10. | 18. Mai 2024      | Monzón          | ITF W35   | Hartplatz | Tiphanie Lemaître     | Tamira Paszek Valentina Ryser          | 2:6, 6:0, [10:5] |
| 11. | 2. November 2024  | Luque           | ITF W15   | Sand      | Camilla Bossi         | Luciana Moyano Camila Romero           | 6:4, 5:7, [10:7] |
| 12. | 31. Mai 2025      | Bol             | ITF W35   | Sand      | Ilinca Amariei        | Mariana Dražić Anastassija Gassanowa   | 7:67, 6:2        |